# Roy Urquhart
Robert „Roy” Elliot Urquhart (1901. november 28. – 1988. december 13.) skót katonatiszt a második világháborúban, az arnhemi csata idején az 1. angol ejtőernyős hadosztály parancsnoka volt.

## Pályafutása
Urquhart a Sandhursti Királyi Katonai Akadémián tanult, majd 1920-ban Máltára vezényelték, ahol együtt szolgált a később elismert színésszel, David Nivennel. Innen Indiába helyezték, itt szolgált 1940-ig. 1941-ben a 3. angol gyalogoshadosztályhoz vezényelték Észak-Afrikába, ahol a Duke of Cornwall's Light infantry gyalogezred 2. zászlóalját vezette alezredesi rangban. Még Észak-Afrikában került át az 51. skót gyalogos hadosztályhoz.
A szicíliai partraszállásnál már a 231. gyalogos dandár parancsnoka, dandártábornoki rangban. Teljesítményéért megkapja a Distinguished Service Order (Kiváló Szolgálatért Érdemrend) kitüntetést. Szicília után áthelyezték a XII. angol hadtesthez.
1944-ben lett a parancsnoka az 1. angol ejtőernyős hadosztálynak. Urquhart nem látszott jó választásnak: a megtermett skót már kissé túlkoros volt 43 évével a feladatra, ráadásul légibetegségben is szenvedett, de a kiképzést gond nélkül végigcsinálta.
A Market Garden hadművelet során az elbizakodott angol tisztek közé tartozott, többek között egy golfütő készletet is vitt magával, hogy a gyors arnhemi győzelem után ne unatkozzon. Egységeit az arnhemi csata idején próbálta megfelelően irányítani, de a rossz rádiók miatt ez gyakran nem sikerült; többször volt távol a főhadiszállásától, miközben ott sem fordítottak mindig kellő figyelmet a harcokra.

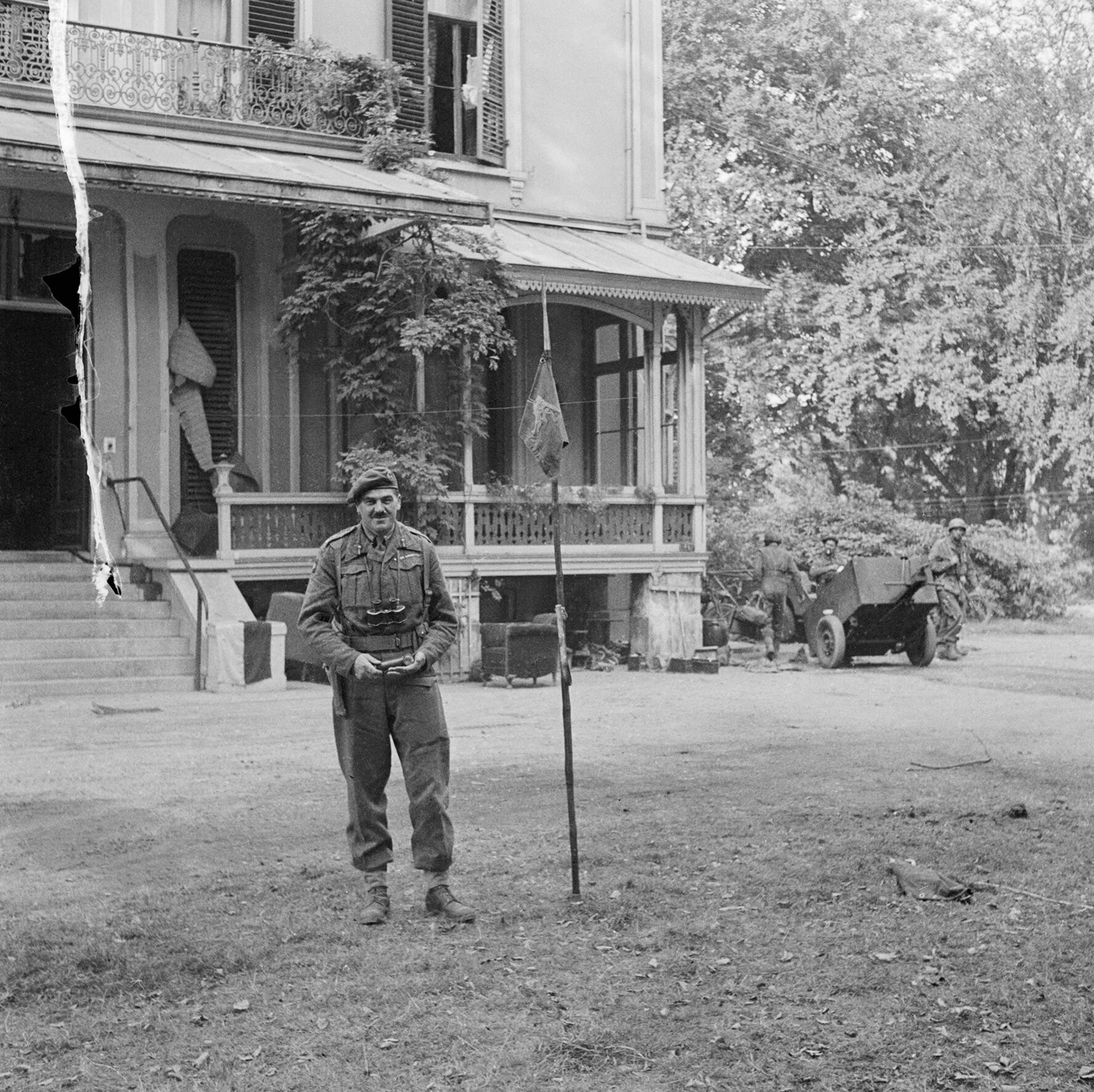
Roy Urquhart a főhadiszállásán Arhnem mellett 1944. szeptember 19-én

A visszavonulás után Urquhart már nem vett részt harcokban. Arnhemi teljesítményéért megkapta a Bronz Oroszlán holland kitüntetést.
A háború után Norvégiában állomásozott, majd 1950 és 1952 között Malajziában szolgált. 1955-ben szerelt le vezérőrnagyi rangban.

## Civil élete
A hadsereg után egy acélgyárban volt igazgató, 1970-ig. 1958-ban kiadta visszaemlékezéseit az arnhemi csatáról, Arnhem: Britain's Infamous Airborne Assault of World War II címmel.
1977-ben a A híd túl messze van című film forgatásán, mint szakértő vett részt. Urquhartot a filmben Sean Connery alakította.
1988-ban hunyt el 87 éves korában, feleségét és négy gyerekét hátrahagyva.

## Külső hivatkozások
- Urquhart életrajza angolul